# Vimolj pri Predgradu
Vimolj pri Predgradu este o localitate din comuna Kočevje, Slovenia, cu o populație de 14 locuitori.